# Лефка-Ори
Лефка́-О́ри (греч. Λευκά Όρη, «белые горы») — горный хребет в западной части острова Крит. Административно входит в ном Ханья.
В переводе с греческого название хребта переводится как «белые горы», что связано со снегами, укрывающими горы до начала лета: атмосферные осадки здесь выпадают почти исключительно зимой (до 2000 мм), а также меловыми и известняковыми породами, выделяющими хребет среди более темного рельефа даже жарким летом.
Лефка-Ори состоит из большой группы пиков, 58 из которых выше 2000 м, 111 — выше 1500 м. Высочайшая вершина хребта — пик Пахнес (2453 м), вторая по высоте вершина на Крите и девятая в Греции.
На высотах хребта Лефка-Ори располагаются высокогорные пастбища и горные пустыни. Горы прорезаны узкими живописными ущельями, начинающимися на возвышенных плато. Здесь находится Самарийское ущелье длинной около 16 км — самое известное ущелье в Европе. Также это единственный на Крите национальный парк.
К западу от ущелья находится глубочайшая на Балканах пещера Гургутакас (глубиной 1207 м). Вторая пещера Греции глубиной более 1 км Grouffre du Lion также находится на Лефка-Ори.
На восточных обрывистых отрогах гор Лефка-Ори расположено крупнейшее на острове пресноводное озеро Курна, максимальная глубина которого достигает 25 м.